# Patricia Carlon
Patricia Carlon, née le 9 janvier 1927 à Wagga Wagga, Nouvelle-Galles du Sud, et décédée le 29 juillet 2002 à Sydney, Nouvelle-Galles du Sud, est un auteur australien de roman policier. Elle a également employé plusieurs pseudonymes pour publier des nouvelles et romans sentimentaux, notamment sous le pseudonyme de Elaine Wells.

## Biographie
Sa famille déménage, alors qu’elle est encore toute petite, à Bexley, New South Wales (en), dans la banlieue sud de Sydney. Elle y vit toute son existence avec ses parents ou, dans une maison non loin d’eux, avec sa sœur, car devenue sourde à l’âge de 11 ans, elle n’aura ni emploi, ni époux. Elle occupe ses journées en s'adonnant à la cuisine, où elle excelle, au jardinage et se consacre aussi à l'amour de ses chats. À 17 ans, elle publie une première nouvelle dans un magazine. Dès ce moment, et sous plusieurs pseudonymes, elle alimente en récits sentimentaux un grand nombre de publications, communiquant uniquement par lettres avec leurs rédacteurs afin de cacher sa surdité. Elle donne également des romans d’amour signés Barbara Christie. Après la mort de sa sœur, dans les années 1990, elle vit seule, ayant pour tout loisir la venue d'un bénévole qui l'accompagne dans les magasins et à l'épicerie une fois par semaine. En juillet 2002, elle est victime d'un crise cardiaque et son bénévole la découvre après plusieurs jours, évanouie, dans sa demeure. Hospitalisée d'urgence, elle meurt dans l'établissement de santé de Sydney une dizaine de jours plus tard.
En marge de l'écriture alimentaire de ses textes sentimentaux, elle aborde la littérature policière par l'écriture de quelques nouvelles. À la fin des années 1950, elle tente en vain de trouver un éditeur australien pour publier sous son nom des romans policiers. Elle se tourne alors vers la maison britannique Hodder & Stoughton qui accepte de faire paraître, entre 1961 et 1970, quatorze romans, dont seuls les deux derniers ont pour héros récurrent le détective privé australien Jefferson Shields.
La surdité de Patricia Carlon explique en partie l’univers de ses thrillers, mâtinés parfois de whodunits, où vivent dans un climat oppressant des personnages isolés ou solitaires, en butte à l’impossibilité de communiquer. Loin de toujours s’abstraire des débats de société, certains textes font écho à des événements politiques. Dans Death by Demonstrations, par exemple, Jefferson Shields enquête sur un meurtre dans les milieux étudiants pacifistes opposés à la Guerre du Viêt Nam.
Redécouverts dans les années 1990, les romans de Patricia Carlon n'ont connu qu'à ce moment-là leur première publication en Australie.

## Œuvre

### Romans policiers

#### SérieKing Crime/Jefferson Shields
- See Nothing, Say Nothing (1967)
- Forty Piece of Alloy (1968)
- The Whispering Wall (1969) Publié en français sous le titre Le Murmure du mur, Paris, Librairie des Champs-Élysées, Le Masque no 2350, 1997
- Death by Demonstrations (1970)
- The Souvenir (1970)

#### Autres romans
- Circle of Fear (1961)
- Danger in the Dark (1962)
- Who Are You, Linda Condrick? (1962)
- The Price of an Orphan (1964) Publié en français sous le titre À tort et à travers, Paris, Presses de la Cité, Un mystère no 724, 1965
- Crime of Silence (1965)
- The Unquiet Night (1965) Publié en français sous le titre Nuit d’angoisse, Paris, Presses de la Cité, Un mystère 2e série no 18, 1966 Publié en français dans une nouvelle traduction sous le titre Nuit de cauchemar, Paris, Pygmalion, coll. Suspense, 2001
- Betray Me If You Dare (1966)
- The Running Woman (1966) Publié en français sous le titre La Fugitive, Paris, Librairie des Champs-Élysées, Le Masque no 2419, 1999
- Hush, It’s a Game (1967)

### Romans d'amour signés Elaine Wells
- Eager for Love! (1950)
- Man From the Past (1953)
- Marry in Haste (1955)
- Unkissed Bride (1959)